# Били Поток (Либерец)
Били Поток (чеш. Bílý Potok) је насељено мјесто са административним статусом сеоске општине (чеш. obec) у округу Либерец, у Либеречком крају, Чешка Република.

## Становништво
Према подацима о броју становника из 2014. године насеље је имало 697 становника.